# Sofiane Feghouli
Sofiane Feghouli (arabisch سفيان فغولي, DMG Sufyān Fiġūlī; * 26. Dezember 1989 in Levallois-Perret, Frankreich) ist ein algerischer ehemaliger Fußballspieler, der von 2017 bis 2022 beim türkischen Erstligisten Galatasaray Istanbul unter Vertrag stand.

## Karriere

### Verein
Als Sohn algerischer Eltern in der Pariser Großraumregion aufgewachsen, spielte er in seiner Jugend für Red Star Paris und für Paris FC; zweimal absolvierte er ein Probetraining bei Paris Saint-Germain, wurde allerdings abgelehnt. 2004 wechselte er in die Juniorenabteilung von Grenoble Foot im Südosten Frankreichs. Zum Ende der Saison 2006/07 schnupperte er erstmals in die erste Mannschaft des damaligen Zweitligisten herein und kam am 27. April 2007 (34. Spieltag) beim 1:0-Erfolg über Stade Reims im Alter von 17 Jahren zu seinem ersten Profieinsatz. Bis zum Ende der Spielzeit kam er zu zwei weiteren Einsätzen, am letzten Spieltag lief er gegen den HSC Montpellier auch erstmals von Beginn an auf. Im Sommer 2007 unterschrieb er schließlich einen Profivertrag bei Grenoble und war damit ab der Saison 2007/08 ein fester Bestandteil der Mannschaft. In dieser Saison spielte er insgesamt 26 Partien, in denen er drei Treffer erzielen konnte, und half damit seinem Team, den Aufstieg in die Ligue 1 zu erreichen.
Auch in der Saison 2008/09, seiner ersten in der französischen Eliteliga, wurde Feghouli in 26 Spielen eingesetzt. Im April 2009 erlitt er jedoch eine schwere Verletzung, die ihn zu einer längeren Pause zwang. Erst im August lief er erstmals wieder für Grenoble auf. Bereits nach fünf Spielen wurde ein Meniskusriss im Knie diagnostiziert, der erneut zu einer langen Auszeit führte.
Feghouli spielte in der Saison 2009/10 schließlich gar nicht mehr und wechselte dann – wieder genesen – zur Saison 2010/11 ablösefrei zum spanischen Spitzenklub FC Valencia in die Primera División. In der Hinrunde der Saison kam er jedoch lediglich auf drei Kurzeinsätze in der Liga, den ersten am 25. September 2010 gegen Sporting Gijón. Dazu kam jeweils eine Partie im Copa del Rey, wo er in der 4. Runde einen Treffer zum 4:1-Sieg über UD Logroñés beisteuern konnte, und in der UEFA Champions League. Seine Einwechslung in der 81. Minute im Gruppenspiel bei Manchester United bedeutete somit sein internationales Debüt.
Um Spielpraxis zu sammeln, wurde Feghouli in der Rückrunde der Saison 2010/11 vom UD Almería ausgeliehen. Dort wurde er neun Mal eingesetzt und konnte auch seine ersten beiden Treffer in der Primera División erzielen, doch musste Almería am Ende der Spielzeit dennoch als Letztplatzierter den Gang in die Segunda División antreten. Zur Saison 2011/12 kehrte Feghouli nach Valencia zurück, wo er Stammspieler wurde. Er wurde in 30 Ligapartien (6 Tore) eingesetzt, dazu kamen sieben Einsätze in der UEFA Europa League und sechs im spanischen Pokal, in diesen beiden Wettbewerben scheiterte Valencia jeweils erst im Halbfinale. Im Dezember 2012 wurde er als Algeriens Fußballer des Jahres ausgezeichnet. In der Spielzeit 2013/14 erreichte Feghouli mit Valencia erneut das Halbfinale in der Europa League.
Im Juni 2016 verpflichtete ihn der Premier-League-Verein West Ham United. Nach bereits einer Saison verließ Feghouli West Ham United und wechselte in die Türkei zu Galatasaray Istanbul.
Am 13. März 2021 kam der Mittelfeldspieler gegen Kayserispor zu seinem 100. Ligaspiel für die Gelb-Roten.

### Nationalmannschaft
Feghouli war sowohl für die französische als auch für die algerische Fußballnationalmannschaft spielberechtigt. Seine Tendenz ging zunächst Richtung Frankreich und er spielte bereits mehrmals für verschiedene französische Juniorennationalmannschaften. Im November 2008 zog ihn Frankreichs Nationaltrainer Raymond Domenech gar in die engere Auswahl für das A-Länderspiel gegen Uruguay. Kurz darauf kontaktierte ihn auch Algeriens Trainer Rabah Saâdane. Nach seinen schweren Verletzungen und Problemen mit seinen Vereinen Almería und Valencia wurde im Mai 2011 schließlich bekannt, dass Feghouli sich doch für Algerien entschieden hat und schon bald in der Nationalmannschaft debütieren soll. Am 29. Februar 2012 debütierte er unter Vahid Halilhodžić für Algerien gegen Gambia, wobei er auch den 2:1-Siegtreffer erzielte.
Bei der Afrikameisterschaft 2013 stand Feghouli im algerischen Aufgebot und wurde in allen drei Gruppenspielen eingesetzt (1 Tor), das Team scheiterte jedoch bereits in der Vorrunde.
In der Qualifikation zur WM 2014 wurde Feghouli in sieben Partien eingesetzt, in denen er drei Treffer erzielen konnte. Auch bei der Endrunde in Brasilien stand er im Kader Algeriens und gehörte bei allen drei Vorrundenspielen zur Startformation. Im ersten Spiel gegen Belgien traf er per Elfmeter zum zwischenzeitlichen Führungstreffer. Trotz der 1:2-Auftaktniederlage, setzten sich die Fenneks gegen Südkorea (4:2) und Russland (1:1) durch und erreichten erstmals bei einer WM das Achtelfinale, in dem sie jedoch nach Verlängerung mit einer 1:2-Niederlage gegen Deutschland ausschieden.
Im Sommer 2019 gewann Feghouli mit der Nationalmannschaft die Afrikameisterschaft. In dem Wettbewerb kam der Flügelspieler sechsmal zum Einsatz und erzielte ein Tor.

## Erfolge

### Nationalmannschaft
- Afrikameister: 2019

### Vereine
- Türkischer Meister: 2017/18, 2018/19
- Türkischer Fußballpokal: 2018/19
- Türkischer Fußball-Supercupsieger: 2019